# La Ligne de démarcation
Pour les articles homonymes, voir Ligne de démarcation.
Pour plus de détails, voir Fiche technique et Distribution.
La Ligne de démarcation est un film franco-italien de Claude Chabrol, sorti le 25 mai 1966, et adapté du roman du même titre de Gilbert Renault, alias colonel Rémy, ancien résistant FFL.

## Synopsis

La France coupée en quatre : zone libre, zone occupée, départements annexés et du Nord de la France directement sous administration militaire allemande. La ligne de démarcation sépare la zone libre et la zone occupée

Pendant la Seconde Guerre mondiale, sous l'occupation allemande, la ligne de démarcation coupe en deux un village du Jura. Un capitaine de l'armée française, le comte Pierre de Damville, prisonnier de guerre, blessé en 1940, libéré par les Allemands, revient chez lui. Mais son château est utilisé par l'occupant comme siège de la Kommandantur locale. Pierre est résigné à devoir cohabiter avec les Allemands, dans l'inaction, ce que refuse courageusement sa femme, Mary, anglaise naturalisée française par son mariage, qui a rejoint les rangs de la Résistance. 
Mais la Gestapo intervient dans la région à la recherche de deux parachutistes : un agent secret anglais et un agent de la France libre. Les résistants locaux s'emploient à leur faire passer la ligne de démarcation, tandis qu'ils cherchent à exécuter un passeur véreux ayant abandonné une famille juive aux nazis.

## Fiche technique
- Titre original : La Ligne de démarcation
- Réalisation : Claude Chabrol
- Scénario : Colonel Rémy (roman) et Claude Chabrol
- Dialogues : Claude Chabrol
- Décors : Guy Littaye
- Costumes : Dolly Cousteau
- Photographie : Jean Rabier
- Cadreur : Claude Zidi
- Son : Guy Chichignoud
- Musique : Pierre Jansen
- Scripte : Annie Maurel
- Montage : Jacques Gaillard
- Production : Georges de Beauregard
- Sociétés de production : 
  - Société Nouvelle de Cinématographie, Rome-Paris Films (France)
  - Compagnia Cinematografica Champion (Italie)
- Société de distribution : Compagnie Commerciale Française Cinématographique
- Pays de production :  France -  Italie
- Langue originale : français
- Format : noir et blanc — 35 mm — 1,66:1 - son Mono
- Durée : 120 minutes
- Genre : Film dramatique - Film de guerre
- Date de sortie : France - 25 mai 1966

## Interprétation
- Jean Seberg : Mary de Damville, la comtesse anglaise
- Maurice Ronet : Pierre, comte de Damville, le mari de Mary
- Daniel Gélin : le docteur Lafaye
- Reinhard Kolldehoff : le Major von Pritsch
- Mario David : Urbain, le garde-chasse des Damville
- Jean Yanne : M. Tricot, l'instituteur
- Jacques Perrin : Michel, le radio-parachutiste FFL
- Claude Léveillée : le major Presgrave, l'agent secret anglais
- Jean-Louis Maury : un agent de la Gestapo
- Paul Gégauff : un agent de la Gestapo
- Stéphane Audran : madame Lafaye, l'épouse du docteur
- Noël Roquevert : Eugène Ménétru, le patron du bistrot, ancien combattant (« 13 ») socialiste
- Roger Dumas : Le Chéti
- Claude Berri : Claude, le chef de la famille juive
- Serge Bento : Siméon, le coiffeur
- Dominique Zardi : un soldat allemand
- Henri Attal : un gendarme
- René Havard : Loiseau, interprète pour les Allemands
- Pierre Gualdi : le curé du village
- Rudy Lenoir : un douanier allemand
- Gilbert Servien : le menuisier
- Jean-Louis Le Goff : Tavier
- Sylvain Joubert
- L. Palys : un paysan
- David O'Brien : l'aviateur écossais
- Bill Curran : l'aviateur américain
- G. Bucchini : la femme d'Urbain
- Michel Dacquin : un officier allemand
- J. Gerster : un soldat allemand
- Jean-Marie Arnoux : Gabriel
- G. Outrey : un patriote
- G. Kern : un patriote
- Jacky Job : le maître chien allemand (figurant)

## Autour du film
- Le futur réalisateur Claude Zidi était assistant caméra sur le tournage du film.
- Lieux de tournage : dans le Jura, à Belmont, Chissey, Dole, Pagnoz [1] et Port-Lesney ainsi que dans la Forêt de Chaux.
- Erreur : Les aubes blanches des enfants de chœur, n'ont fait leur apparition, qu'à la fin des années 50, dans les années 40, ils portaient des soutanelles noires...